# Кубок Испании по футболу 1909
Кубок Испании 1909 — 7-й розыгрыш Кубка Испании по футболу, проводимый Королевской федерацией футбола Испании. Турнир прошел 4-8 апреля 1909 года, победителем стал клуб Циклиста (впоследствии «Реал Сосьедад»)

## Участники
- Циклиста
- Атлетик Бильбао
- Эспаньол Мадрид
- Барселона
- Галиция

## Первый раунд
| Циклиста                                                      | 4–2 | Атлетик Бильбао           |
| ------------------------------------------------------------- | --- | ------------------------- |
| Макгиннес · Макгиннес · Симмонс — (пен.) · Макгиннес — (пен.) |     | Саура · Мартинес — (пен.) |

## Полуфиналы
| Эспаньол Мадрид | 3–2 | Барселона       |
| --------------- | --- | --------------- |
| ? · ? · ?       |     | Форнса · Уоллес |

| Циклиста              | 2–0 | Галиция |
| --------------------- | --- | ------- |
| Макгиннес · Макгиннес |     |         |

## Финал
| Циклиста                                         | 3–1 | Эспаньол Мадрид |
| ------------------------------------------------ | --- | --------------- |
| Макгиннес 30′ (пен.) · Симмонс 47′ · Мигель Сена |     | Хосе Гиральт    |

| Победитель                         |
| ---------------------------------- |
| Циклиста (Реал Сосьедад) 1-й титул |